# De laatste passagier
De laatste passagier is een Nederlandse film uit 1961 in zwart-wit. De film heeft ook als titel Rumoer om Kwikkie.
Edwin de Vries maakte op 12-jarige leeftijd zijn debuut als Peter. In de film wordt de rol van Peters vader gespeeld door Rob de Vries, in het echte leven de vader van Edwin de Vries. Ook maakte Maartje van der Heyden, de dochter van regisseur Jef van der Heyden, haar debuut in de film. Het verhaal van de film speelt zich grotendeels af in Beetsterzwaag, Friesland.

## Verhaal
Het gezin Van Rhijn is van plan te emigreren naar Australië. Dit vindt zoon Peter helemaal niets. Hij blijft het liever in Nederland. Hij is bang om zijn vrienden te verlaten. Als ook blijkt dat Peters lievelingshondje Kwikkie, een Schotse terriër, niet mee mag, weigert hij helemaal.
Om onder de reis uit te komen, verstopt Peter zich boos en verdrietig met zijn hond in een leegstaande kerk. Daar ziet hij hoe een boef zijn buit verstopt. Peter weet de buit terug te brengen naar de eigenaar, een juwelier.
Als bij het afscheid aan de haven de boot net uitvaart springt Kwikkie het water in. Peter ziet vanaf het dek en besluit ook het water in te duiken. De hond en baas worden uit het water gevist, en er wordt dan toch besloten dat de hond ook naar Australië mag komen. De juwelier zal zorgen dat de hond op zijn kosten wordt nagezonden.

## Rolverdeling
| Acteur                  | Personage         |
| ----------------------- | ----------------- |
| Edwin de Vries          | Peter van Rhijn   |
| Rob de Vries            | Peters vader      |
| Elise Hoomans           | Peters moeder     |
| Jan Retèl               | Zeeman            |
| Bernard Droog           | Vader van Maartje |
| Huib de Vries           | Zeeman            |
| Ingeborg Elzevier       | Tante Ans         |
| Maartje van der Heijden | Maartje           |

1896-1909 · 1910-19 · 1920-29 · 1930-39 · 1940-49 · 1950-59 · 1960-69 · 1970-79 · 1980-89 · 1990-99 · 2000-09 · 2010-19
· 2020-29